# Convento de Nossa Senhora da Graça de Abrantes
Foi fundado por D. Fr. Vasco de Lamego, bispo da Guarda.
A primeira regra que o bispo lhe deu foi a de Cónegos Regrantes de Santo Agostinho, mas com declaração de que ficariam em obediência à administração dele e de seus sucessores.
No princípio do mês de 1541 chegou aquela vila o Fr. Jerónimo de Padilha, Provincial da Ordem dos Pregadores.
As freiras mandaram logo visitá-lo, e este, visitando-as, logo a madre prioresa aproveitou a ocasião para lhe mostrar o Breve que tinha obtido do Papa, pedindo que as aceitasse como filhas de São Domingos. Desculpou-se o provincial com o pretexto de sr estrangeiro e que para tal tinha de entender-se primeiro com el-rei, tendo-lhe a prioresa apresentando de imediato a licença do monarca. Desculpou-se ainda o provincial em virtude do pouco tempo que se podia demorar, não sendo possível fazer as cerimónias necessárias.
No entanto, no dia seguinte, quando pela manhã o provincial se apresentou para despedir antes de partir, tudo encontrou pronto para se realizarem as profissões. Era uma segunda-feira, dia de São Martinho (1 de Novembro e 1541). Desde esse dia passou aquele convento a pertencer á Ordem dos Pregadores, com o nome de Nossa Senhora da Graça.
É da tradição que se situava no terreno a começar na Travessa da Palma até ao fim da rua nova.